# Барышев, Павел Фёдорович
Павел Федорович Барышев (род. 15 июня 1959, Кинешма, Ивановская область, РСФСР, СССР) — бывший заместитель Министра Российской Федерации по делам гражданской обороны, чрезвычайным ситуациям и ликвидации последствий стихийных бедствий (2 февраля 2017 — 1 мая 2021), генерал-полковник внутренней службы (2018). Занимал должность заместителя генерального директора ФГУП «ВГСЧ» МЧС России по связям с государственными органами. В настоящее время под следствием, подозревается в совершении мошенничества в особо крупном размере и фальсификации доказательств по гражданскому делу.

## Биография
Родился в городе Кинешма Ивановской области. В 1976 году поступил в Московское высшее командное училище дорожных и инженерных войск Министерства обороны СССР на факультет гражданской обороны.
- С 1980 по 1986 года проходил военную службу на должностях офицерского состава.
- С 1986 по 1988 года — слушатель факультета гражданской обороны Военно-инженерной академии им. В. В. Куйбышева.
- С 1988 по 1994 года — начальник оперативного отдела — заместителя начальника штаба Гражданской обороны г. Ярославля.
- С 1994 по 1997 года начальник штаба по делам гражданской обороны и чрезвычайных ситуаций — заместитель начальника Гражданской обороны по г. Ярославлю.
- С 1997 по 2002 года начальник Управления по делам гражданской обороны и чрезвычайных ситуаций — заместитель начальника Гражданской обороны по г. Ярославлю.
- С 2002 по 2013 года начальник Главного управления МЧС России по Ярославской области.
- C 2013 года по 2017 год — Указом Президента Российской Федерации от 19.03.2013 № 237[4] и приказом Министра Российской Федерации по делам гражданской обороны, чрезвычайным ситуациям и ликвидации последствий стихийных бедствий от 21.3.2013 № 27-ВК назначен на должность начальника Академии гражданской защиты МЧС России.
- Указом Президента Российской Федерации от 11.6.2015 № 295 присвоено очередное воинское звание «генерал-лейтенант».
- 2 февраля 2017 года назначен заместителем Министра Российской Федерации по делам гражданской обороны, чрезвычайным ситуациям и ликвидации последствий стихийных бедствий[5]. Указом Президента Российской Федерации от 12.12.2018 № 709 присвоено воинское звание «генерал-полковник». Освобождён от должности 1 мая 2021 года[6].